# Rădăuți-Prut
Rădăuți-Prut est une commune de Roumanie, dans le județ de Botoșani.

## Personnalités
Doina Ignat (1968-), quadruple championne olympique d'aviron.